# Ragwon
Ragwon là một huyện ở tỉnh Nam Hamgyong, Bắc Triều Tiên. Đơn vị này giáp Biển Nhật Bản về phía nam và phía đông. Phần lớn huyện này có địa hình núi non. Đỉnh cao nhất là Chonchubong (천주봉). Huyện này có các đảo như Chonchodo (전초도) và Chintudo (진두도). Rừng chiếm khoảng 75% diện tích huyện.
Kinh tế địa phương chủ yếu là ngư nghiệp. Nông sản chính chủ yếu là ngô. 
Tuyến đường sắt Pyongra là tuyến đường sắt duy nhất chạy qua Ragwon.